# Phloeomana atropapillata
Phloeomana atropapillata (Kühner & Maire) Aronsen & Læssøe – gatunek grzybów należący do rzędu pieczarkowców (Agaricales).

## Systematyka i nazewnictwo
Pozycja w klasyfikacji według Index Fungorum: Phloeomana, Porotheleaceae, Agaricales, Agaricomycetidae, Agaricomycetes, Agaricomycotina, Basidiomycota, Fungi.
Po raz pierwszy opisali go w 1938 r. Robert Kühner i René Charles Maire, nadając mu nazwę Mycena atropapillata. W 2022 r. Arne Aronsen i Thomas Læssøe przenieśli go do rodzaju Phloeomana i rodziny Porothellaceae. Pozostałe synonimy:
- Hemimycena atropapillata (Kühner & Maire) Singer 1943
- Marasmiellus atropapillatus (Kühner & Maire) Singer 1951[2].

## Morfologia
Kapelusz
Średnica 0,5–1,8 cm, początkowo stożkowy, potem wypukły, w końcu płasko-wypukły z wyraźnym, ostrym garbkiem, półprzeźroczyście-prążkowany, u starszych okazów czasami z karbowanym brzegiem. Jest higrofaniczny; w stanie wilgotnym ciemno szarobrązowy do czarniawego z czarnym garbkiem, czasami jaśniejszy na brzegu, w stanie suchym szary do sepiowego, nagi lub nieco śliski i nieco błyszczący.
Blaszki
W liczbie 15–28, sięgające trzonu, z międzyblaszkami, szeroko przyrośnięte, karbowane, nigdy nie zbiegające, białawe do bladoszarych. Ostrza tej samej barwy.
Trzon
Wysokość 2–5 cm, grubość 0,1–0,3 cm, cylindryczny, ukorzeniony (do 40 mm). Powierzchnia naga lub delikatnie oszroniona, błyszcząca, biaława do szaroochrowej, w kierunku podstawy ciemnoszara lub blado brązowawa, podstawa z licznymi, długimi, białymi włókienkami.
Miąższ
Bardzo cienki, bez zapachu i bez smaku.
Cechy mikroskopowe
Podstawki 20–45 × 5,5–9 µm, maczugowate, 4-zarodnikowe, rzadko 2- lub 1-zarodnikowe, ze sterygmami o długości 2–6 µm. ZBazydiospory 7–13 × 5–9 µm, Q 1,3–2, o zmiennym kształcie, od pestkowatego do nieco migdałowatego, gładkie, nieamyloidowe. Cheilocystydy 17–49 × 2,5–7,5 µm, zmieszane z podstawkami, ale częściowo tworzące sterylne pasmo, o zmiennym kształcie, cylindryczne do maczugowatych lub nieco wąsko wrzecionowate, nigdy brzuchate, często zakrzywione lub pogięte, gładkie, proste, z tępymi wierzchołkami, rzadziej rozwidlone lub pokryte bocznymi i wierzchołkowymi, grubymi naroślami. Pleurocystyd brak. Trama blaszek słabo dekstrynoidalna lub niedekstrynoidalna. Strzępki w skórce kapelusza o szerokości 1–4,5 µm, nieregularnie pokryte rzadkimi, rozwartymi, prostymi lub rozgałęzionymi, czasami zakrzywionymi naroślami o wymiarach 1–12 × 0,5–2,5 µm, lekko zżelowane. Strzępki w skórce trzonu o szerokości 1–4 µm, gładkie. Kaulocystydy o szerokości 1–6 µm, często w skupiskach, nieregularnie maczugowate, wygięte, gładkie lub czasami z rozgałęzionymi wierzchołkami. Sprzążki występują w formie 4-zarodnikowej, ale brak ich, lub są bardzo nieliczne w formie 2-zarodnikowej.
Cechy charakterystyczne
Wyraźny, czarny garbek na kapeluszu, ukorzeniony trzon, heterogeniczny brzeg blaszek, mniej lub bardziej cylindryczne cheilocystydy, które nigdy nie są brzuchate.

## Występowanie i siedlisko
Gatunek rzadki. W Polsce jedyne stanowisko podali B. Gierczyk i inni w 2019 r.
Grzyb naziemny, saprotrof rosnący na ziemi wśród mchów, zrębków lub próchnicy, prawdopodobnie rozwija się na próchniejącym drewnie zagrzebanym w ziemi. Owocniki od lata do jesieni.